# Kálium-alginát
A kálium-alginát az alginsav káliummal alkotott sója. Képlete: KC6H7O6. Az ipari felhasználásra kerülő kálium-alginátot általában barnamoszatokból, a Macrocystis pyriferaból, Ascophyllum nodosumból vagy a Laminaria fajtákból állítják elő. Élelmiszerekben sűrítőanyagként, stabilizálószerként, zselésítő anyagként, valamint emulgeálószerként használják E402 néven. 